# تسیرشوو
تسیرشوو (به آلمانی: Zirchow) یک شهر در آلمان است که در فرپومرن-گرایفسوالد واقع شده‌است. تسیرشوو ۵۸۶ نفر جمعیت دارد.